# Линия A (Пражское метро)
Линия A (чеш. Linka A) — хронологически вторая линия Пражского метрополитена. Первый участок был открыт 12 августа 1978 года, существенно удлинена в 80-е. Сейчас длина линии составляет более 17 км, включает в себя 17 станций.

## Пересадки
| № | Пересадка на линию | Со станции | На станцию |
| - | ------------------ | ---------- | ---------- |
| A | Линия A            | Музеум     | Музеум     |

## Хронология открытия
| Участок  | Станции                    | Кол-во станций | Дата открытия   | Длина |
| -------- | -------------------------- | -------------- | --------------- | ----- |
| I.A      | Дейвицка - Намести Миру    | 7              | 12 августа 1978 | 4,7   |
| II.A     | Намести Миру - Желивскего  | 3              | 19 декабря 1980 | 2,7   |
| III.A/SH | Страшницка                 | 1              | 11 июля 1987    | 1,2   |
| SH       | Скалка                     | 1              | 4 июля 1990     | 1,4   |
| SH       | Депо Гостиварж             | 1              | 26 мая 2006     | 1,0   |
| V.A      | Дейвицка - Немоцнице Мотол | 4              | 6 апреля 2015   | 6,1   |

## Будущее
В перспективе расширение в сторону станции Зличин, а также в сторону района Дедина и международного аэропорта Рузине. На востоке расширение до 2025 года не планируется, планы по строительству дополнительной линии метро А2 от станции Страшницка со станциями Надражи Страшнице, Заградни Место, На Гроши и Надражи Гостиварж относятся к категории долгосрочных.

## Схема пути линии А

### Типы вагонов, использовавшихся на линии
| Тип вагонов              | Период                 | Вагонов в составе | Состояние               |
| ------------------------ | ---------------------- | ----------------- | ----------------------- |
| 81-717.1/714.1           | 12 августа 1978 — 2006 | 8                 | регулярная эксплуатация |
| 81-71M, 81-71M "Sanitka" | 2006 — настоящее время | 8                 | регулярная эксплуатация |